# Ла регента
Ла Регента је први роман Леополда Аласа „Кларина“, објављен у два тома 1884. и 1885. године. По речима њеног аутора „написано је као појединачни чланак“. Велики део критика је роман сматрао ремек-делом Кларина и шпанског романа из 19. века и Кларина једним од највећих представника натурализма и прогресивног реализма. Исто тако, критичари су од тренутка објављивања истакли везе француског писца Густава Флобера између Ла Регенте и Мадаме Бовари (1857). Роман чија се радња одвија у Ветуси, шпанском провинцијском граду по чијем је имену Кларин маскирао астуријску престоницу Овиједо, могао је бити објављен само у Барселони (Даниел Кортезо и Сија). Истоимена филмска верзија из 1974. у режији Гонзала Суареза, у којој је главну улогу играла Ема Пенеља, заснована је на радњи романа. Касније је урађена и телевизијска серија Фернанда Мендеса Леитеа са Аитаном Санчез-Гијон и Кармелом Гомез.

## Род
Роман се традиционално приписује натуралистичком жанру; међутим, није у потпуности у складу са канонима ове струје. У поређењу са делом Золе или Маупасанта, пропуштају се неки аспекти који карактеришу ортодоксни натурализам. Међу њима се издваја кршење догме о тоталној објективности, упркос чињеници да аутор покушава да остане скривен у приликама када је, можда покоравајући се неодољивом импулсу, приповедачев глас усмерен директно на читаоца.
У свом чланку „Дел натуралисмо“, који се појавио у Ла Диани 1882. године, Кларин чини умерену и еклектичну одбрану дела Емилеа Золе, негирајући научне основе новог покрета - позитивизам - и хвалећи осећања. У другим чланцима, Кларин своју визију натурализма фокусира на детерминизам: (...) овај детерминизам присиљава аутора да се одрекне презентације типова и бави се људским ликовима, окружујући их светом стварним какав јесу, тако да се на њих утиче као у животу и како би природни развој акције могао протек, према ономе што је Таине назвао „ла логикуе ду милиеу“. У Ла Регенти детерминизам је обележен притиском града на главне ликове. На овај начин, Аласово дело означава строгу примену натурализма у приповедању. Теоријски изузеци које сам Кларин чини - позивајући се на одређени спиритизам, који се истовремено критикује - налазе се у његовим теоријским списима. Ла Регента је рационална и свесна примена ових концепција, које заузврат претпостављају рационалну анализу стварности. Кларин је био више природњак него што је мислио.

## Радња
У провинцијском граду Ветуста живи Ана Озорес, из племените породице која се распала, удата за дон Виктора Куинтанара, регента Аудиенсија, од којег потиче надимак „Регента“. Ана се удала за Дон Виктора из погодности. Много млађа од супруга, којег више спаја осећање пријатељства и захвалности него брачне љубави, њен живот пролази између усамљености и досаде. Она је повучена жена, фрустрирана што није мајка и чезне за нечим бољим и непознатим. Аутор користи град Ветуста као симбол вулгарности, незнања и самоправедности. Ана Озорес је лик који пати од те патологије духа која је постала позната као боваризам. Са друге тачке гледишта, Ана оличава измучену идеалност која прогресивно пропада пред лицемерним друштвом. Са тим снагама у напетости, писац је створио окрутну и немилосрдну молбу шпанског провинцијског живота, ограничену на његове владајуће класе, у доба рестаурације с краја века. Ла Регента је, без сумње, Kлариново ремек-дело и један од најважнијих романа у шпанској књижевности. У свој својој сложености приказује провинцијски град Ветуста (име иза којег се крије Овиједо), у коме је представљено шпанско рестаураторско друштво. Кларин подвргава сва имања града ироничним критикама: декадентну аристократију, покварено свештенство, лицемерне даме, политичке странке. Све ово формира загушљиву и опресивну друштвену атмосферу, са којом се судара главна јунакиња Ана Озорес. Њен осетљив и сањарски темперамент наводи је да се склони мистичности; али је исповедник каноник Фермин де Пас разочара када покушава да је искористи. Затим пада у загрљај Алвара Месије, осредњег дон Хуана, са којим ће живети љубавну везу која се неће показати више него замена за његове романтичне идеале. У сукобу Ане и Ветусте, прва ће на крају бити поражена и, сходно томе, маргинализована. Значај еколошког и социјалног притиска на главног јунака роман приближава теоријама натурализма.

## Структура
Регента има неправилан и сложен почетак и структуриран је у два дела, што одговара неједнаком временском периоду. Свако поглавље ужива јединство и аутономију у савршено састављеном скупу. Међутим, ова савршена унутрашња организација није резултат споре разраде, већ ужурбаног и врло брзог процеса писања, у којем је писац понекад заборавио „чак и имена неких ликова“, како је и сам признао.
Први део: првих петнаест поглавља романа одвијају се током три дана; у њима су представљени ликови, објашњени и испричани њихови претходници и описана Ветуста. Овај први део представља врсту приповедања сличну табели обичаја: 4 сакристија, културни круг, вила Вегаљана, пребивалиште Озореса, бискупија, магистрална кућа итд.
Други део: последњих петнаест последњих поглавља дела обухватају трогодишњу историју и у њима се заправо одвија развој наративне фабуле.

## Ликови
- Ана Озорес је главна протагонисткиња. У овом лику је успостављена метаморфоза или трансупстанцијација лика, то јест да са почетне позиције, мистика прелази на очигледно супротну, еротичност. Ова еротика, евидентна с почетка приче, једна је од главне карактеристике романа и један од разлога зашто је био толико контроверзан у своје време.[6] Што се тиче њеног лика, Ана је жена која живи узвишено и плени од сталних нервних сломова као резултат својих сећања. Чежња за мајком и покушаји да се надокнади њено одсуство, злоба и злостављање медицинске сестре и њеног љубавника, одсуство оца, усамљеност, деспотско образовање којем је била подвргнута; ово је оно што чине детерминистичке факторе који обликују њен жестоки карактер. Посвећује се читању Исповести Светог Августина, Светог Јована од Крста, Фраја Луиса де Леона, Шатобријана и другим верским текстовима који обогаћују њену визију света и подстичу је на писање, али њен књижевни немир подстакнут је конвенцијама православаца из социјалног миљеа. Осећа фрустрацију због мајчинства, живи повучено од чедности: будући да је супруг не може доживљавати као жену, већ као кћерку. У том контексту,[7] Ана у религији тражи средство за духовно прочишћавање и сублимирање својих сексуалних и репродуктивних потреба. Према Ивану Лисоргуесу, аутору предговора за француско издање, реч „менаџер“ већ је била у употреби у време објављивања књиге. „Регента“ је била супруга регента, односно председника регионалног суда. Овај аутор сматра да одабиром овог наслова Кларин не само да указује на то да Ана Озорес мора бити средиште и крај романа - с друге стране, показатељ неопходан због готово бесконачног универзума ликова и портрета који прелазе историју - али и критика заосталог, конзервативног и побожног аристократског друштва. Одабиром наслова уместо имена главног јунака, Кларин је хвали, претвара је од почетка у чисто биће које се бори против злог града Ветуста.[6]
- Фермин де Пас и Петра је господар катедрале и провизор у епархији Ветуста. Његова улога је двострука и променљива, у једном смеру он прелази од исповедника до љубавника, а у другом од душевног брата до правог и брижног мужа. Изгледа да га може довести у искушење његова страст према Регенти; Међутим, када се преда супарнику Дон Алвару де Месији, љубомора га наводи да је изда и буде узрок њеног пада. Фермин је мушки еквивалент Ани.[8] Магистрал је такође прошао кроз периоде велике религиозности и мистичности, али их је потиснула амбиција његове мајке, која га је учинила амбициозним и прорачунатим човеком. Физички је висок, беле пути, по конституцији је снажан, јер поред тога ради гимнастику са пуно килограма. Лице му је бело, има зелене очи и поглед коме се мало ко опире. Нос му је дугачак, раван, усне дуге и танке, а брада му тежи да се подигне. Коса му је црна и густа.
- Алваро Месиа је описан као мужевна Маргарита Гаултиер, добро цењеног младића дефинисаног звања као Дон Жуан, према коме Ана није равнодушна и која представља искушење пред којим је спремна да не подлегне или бар да се одржи на чисто платонском нивоу. Овакав Анин став је очигледан када гледа четврти чин Дон Жуана: „веровала је да има храбрости да се никада не одрекне тела, тог бедног тела које је без икакве сумње било власништво дон Виктора“. Месија, као активни део у понижавању и уништавању Ане, представља целу Ветусу и њена је извршна рука. Отапање истине (чедност и супружничка верност) Ане, смањење разлике и хомогенизација у пороку: о томе говори Кларинов роман.[9]
- Виктор Куинтанар је у односу Ане Озорес са њеним мужем од суштинске важности за стицање идеје о биографији главне јунакиње. Ана Озорес и дон Виктор Куинтанар, бивши регент Ветусте, чине брак који се своди на једноставан социјални формализам. Живе под једним кровом, али спавају у одвојеним собама. Кларин нас представља с Дон Виктором као цртаним ликом. На крају, када се суочи са смрћу, то је његов први чин свести о стварности. "Како је горка била иронија среће!".[10]

## Теме
- Прељуба - Лик Еме Бовари у француском издању романа Мадаме Бовари (1857) из 1931, Густава Флобера, из Француске из 1931. године. Многи од великих романа 19. века врте се око лика прељубнице. У време када се романтични сензибилитет сукобљавао са фундаментално економском и репродуктивном визијом брака и где су грађанске жене, недостајући образовање, време проводиле читајући серијске публикације, аутори попут Толстоја и Флобера прељубу су приказивали као друштвену драму , логична последица сучељавања романтичних идеала у којима су се девојке образовале и сурове стварности свакодневног живота, толико удаљеног од сентименталне литературе.[11] У роману Мадаме Бовари (1857), Флобера, Емма Бовари представља се као женски Кихот, јер одражава фигуру жене зависне од романтичних романа несрећних љубави и заносних страсти која је до излуђеног маштања дошла до лудила љубави. У Ла Регенти, међутим, прељуба као таква заузима само последња два поглавља. Овај роман се посматра као метафора побуне појединца против угњетавачког кода, сукоба између поезије срца и супротне прозе друштвених односа и шансе спољних околности.
- Женска позиција - Током свог књижевног рада, Кларин је еволуирао од краусистичке позиције, у корист образовања жена (идеологија приказана у Ла Регента), ка крајњој мизогинији, као што је приказано у есејима попут «Псиколохија дел секо »(1884) или романе попут Његовог сина јединца (1890). Читаоца очигледно изненађује емпатија са којом Леополдо Алас приказује свог главног јунака, једино истински чисто и невино биће у роману, а опет једино које за своје поступке прима казну. С друге стране, феминистичка критика која полази од хуманистичких и реалистичних претпоставки истакла је стереотипни карактер Ане Озорес. Ако читање у постструктуралистичком кључу, у коме доминирају релативизам и субјективизам, логично води ка индивидуализацији лика, читање у реалистичном кључу, засновано на концепту типичног, репрезентативног, завршава се без икаквог лека у стереотипу. Шифтер, на пример, Ану Озорес описује као „женски трагични архетип“, а Лиса Герард, која је види као симбол женске фрустрације у мачо друштву, зауставља се на дозираним сликама које нуде други ликови у роману. Отац је, на пример, сматра „као да је уметност“, „као да није имала секс“.[12] За своје тетке она није ништа више од предмета на брачном тржишту који се мора товити како би профит био већи. А град га због лепоте, заједно са кулом катедрале и шеталиштем, сматра једним од „три чуда становништва“ .Неки аутори сугеришу да Ана Озорес угушена Ветуставим лицемерним и лажним друштвом није ништа друго до пројекција самог Кларина и његовог разочарања у однос његових савременика према уметности и књижевности. На овај начин, приповедање о Аниним недаћама није толико феминистички навод већ метафора самог прогона аутора.
- Политика Ла Регенте је иронична, али безобзирна критика институција и политичког система који је произашао из рестаурације. Функционисање политичке машине у Ветусти описано је у осмом поглављу . Наводно парламентарни систем и сам је мањкав, али у Ветусти конзервативни члан (маркиз од Вегалане) и либерал (Алваро де Месија), који би требало да бране своје идеале (реч која се несумњиво користи иронично од аутора) они су сјајни другови и савршено се разумеју. Закључак пада на основу његове тежине: у Ветуси (и према томе у тадашњој Шпанији) систем је двоструко оштећен.
- Породица - Кларин брани (у почетку у Ла Регенти и, много жешће, у Сину јединцу, његовом другом роману) породичну религију, иронично изречену од атеистичког лика Ветусте, који признаје: «Ал на крају постоји религија, она дома. Анино фрустрирано мајчинство, одсуство мајчине фигуре у њеном детињству, може се представити као генеза њене несреће: где нема породице, нема могућег искупљења. Занимљиво је видети како Ана увек изражава своју болну и интензивну емоционалност кроз родбинске везе (она воли Дон Виктор-а као оца, Магистрала као брата ...). Касније ће се ова Кларинова идеологија развити према спиритуалистичкој мисли блиској Толстоју из васкрсења.

## Објављивање
Познат и уплашен књижевни критичар свог времена, Кларин се готово тајно посветио писању свог првог романа, не поверавајући задатак ни најближим пријатељима, све док маја 1884. године свом уреднику није предао рукопис првог тома завршен. Издавачка кућа Кортезо у Барселони објавила је први свезак дела Ла Регента 1884. године; Међутим, његова комерцијализација у књижарама започела је тек у јануару следеће године.23 У мају 1885. Само шест месеци касније, Кларин је завршио други том свог дела, који ће изаћи у јулу исте године. И сам Кларин је потпуно свестан да је написао ремек дело.

## Преводи
Упркос својој несумњивој књижевној и уметничкој вредности, Ла Регента је из политичких разлога била искључена из већине шпанских књижевних канона; што га је без сумње спречило да постигне заслужени међународни престиж. Роман је почео да се преводи тек у двадесетом веку: 60-их на италијански (Ф. Росини), 70-их на немачки (Е. Хартман), 80-их на енглески (Ј. Рутхерфорд) и француски ( ЈФ Ботрел и И. Лиссоргуес) ... Критични успех обележава сваки од ових превода, али чак и тако је Клариново знање изван Шпаније још увек прерано и превише непотпуно. Најновији превод је онај направљен у Астурији. Јохн Рутхерфорд, професор шпанске књижевности на Универзитету у Оксфорду и преводилац Ла Регенте објашњава да је иницијатива потекла од издавачке куће Пенгуин: (...) догодило се да је у то време издавачка кућа Пенгуин разматрала потребу да на енглески језик донесе капитално дело за књижевност као што је Ла Регента, које је до тада британској јавности било практично непознато јер није било издања на вашем језику. А пошто сам у то време почео да објављујем чланке о делу, контактирали су ме и рекли ми о могућности да ми наложе да преведем Ла Регенту. Нисам морао много да размишљам о томе: чинило ми се дивним што сам имао прилику да преведем роман те категорије. Сад мислим да је то била врло смела одлука, готово непромишљена ... Чешки превод, објављен 2002. године, извео је престижни хиспаниста Едуард Ходоусек, који је у тај задатак уложио више од две године и морао је чекати скоро двадесет година да објави своје дело.

## Адаптације
Током 20. века, рад је прилагођен различитим медијима са неуједначеним успехом. Снимљен је у филм 1974. године, у режији Гонзала Суареза, у продукцији Емилиана Пиедре, а по сценарију Хуана Јосеа Порта. Ова адаптација је раније била предложена Луису Буњуелу, али пројекат није могао да се изведе због препрека које је наметала шпанска цензура тог времена. Поводом избора режисера, филмски критичар Мигуел Мариас изјавио је: Кларинов роман не само да није прилагодљив биоскопу, већ је било тешко наћи редитеља мање погодног од Суареза да изврши такав подухват у шпанској кинематографији, поготово јер је однос аутора Дитирамба са „престижни књижевни биоскоп“ и његове наративне шеме. Филм са глумицом Емом Пенелом у улози Ане Озорес премијерно је приказан на московском филмском фестивалу те године, где је био изузетно критичан. Гонзало Суарез вратио се кларинијанској теми 2007. године својим филмом Овиедо Екпрес, који прича причу сличну оној о његовом сину јединцу смештеној у позоришној адаптацији Ла Регента у позоришту у Овиједу. У 2010. години различити медији објавили су информације о наводном пројекту режисера Хосеа Луиса Гарсије за снимање документарне слике о Ла Регенти, коју финансира Кнежевина Астурија, али продукција није коначно изведена. Ажурирана верзија филма Ла Регента, у режији Марине Бољаин, однета је у позориште 2012. У овој адаптацији радња се одвија на телевизору, где је Ана Озорес, уважена супруга политичара, изложена јавна лекција и понижење Фермина, његовог највећег поверљивог човека.Представа је премијерно изведена у Авилесу 23. марта 2012, након чега је гостовала у различитим позориштима широм Шпаније. Телевизијска адаптација Ла Регента премијерно је изведена на првом каналу ТВЕ 17. јануара 1995. године, постајући једна од најуспешнијих серија те године.